# Hasta Siempre

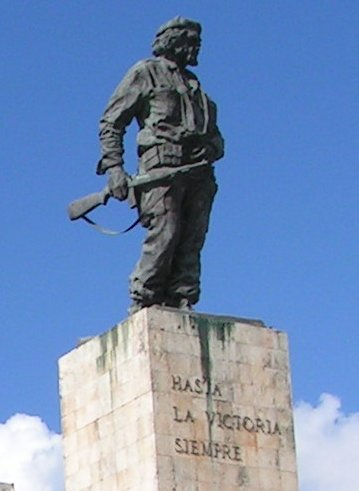
Pomnik Che Guevary w Santa Clara

Hasta Siempre (Hasta siempre, comandante) – popularna kubańska piosenka skomponowana w roku 1965 przez Carlosa Pueblę. Tekst piosenki to odpowiedź na list pożegnalny Che Guevary, gdy opuścił on Kubę w celu wsparcia rewolucji w Kongo, a później w Boliwii, gdzie został zamordowany.
Hasta Siempre opowiada o kluczowych momentach rewolucji kubańskiej, wielbiąc Che Guevarę i jego rolę jako komendanta rewolucji. Piosenka stała się ikoną po śmierci Guevary, a wielu artystów nagrało własne covery. Tytuł jest częścią używanego przez Guevarę powiedzenia „Hasta la Victoria Siempre!” (Do zwycięstwa aż po kres!).

## Słowa
| Oryginalny hiszpański tekst | Polskie tłumaczenie |
| --- | --- |
| Aprendimos a quererte desde la historica altura donde el sol de tu bravura le puso cerco a la muerte. Aqui se queda la clara, la entrañable transparencia de tu querida presencia Comandante Che Guevara. Tu mano gloriosa y fuerte sobre la historia dispara cuando todo Santa Clara se despierta para verte. Aqui se queda la clara, la entrañable transparencia de tu querida presencia Comandante Che Guevara. Vienes quemando la brisa con soles de primavera para plantar la bandera con la luz de tu sonrisa Aqui se queda la clara, la entrañable transparencia de tu querida presencia Comandante Che Guevara. Tu amor revolucionario te conduce a nueva empresa donde esperan la firmeza de tu brazo libertario. Aqui se queda la clara, la entrañable transparencia de tu querida presencia Comandante Che Guevara. Seguiremos adelante como junto a ti seguimos, y con Fidel te decimos: "Hasta siempre, Comandante!" Aqui se queda la clara, la entrañable transparencia de tu querida presencia Comandante Che Guevara. | Nauczyliśmy się cię kochać Ze szczytu historii Gdzie słońce twojej odwagi Zatoczyło krąg śmierci Tutaj pozostaje jasna Głęboka przejrzystość Twojej ukochanej obecności, Komendancie Che Guevara Twoja chwalebna i silna dłoń Unosi się nad historią Kiedy cała Santa Clara Budzi się, żeby cię ujrzeć Tutaj pozostaje jasna Głęboka przejrzystość Twojej ukochanej obecności, Komendancie Che Guevara Przybywasz paląc bryzę Słońcami wiosny By zatknąć sztandar Światłem swojego uśmiechu Tutaj pozostaje jasna Głęboka przejrzystość Twojej ukochanej obecności, Komendancie Che Guevara Twoja rewolucyjna miłość Prowadzi cię do nowego celu Gdzie wyglądają mocy Twojego wyzwolicielskiego ramienia Tutaj pozostaje jasna Głęboka przejrzystość Twojej ukochanej obecności, Komendancie Che Guevara Pójdziemy naprzód Tak jak szliśmy razem z tobą I z Fidelem mówimy ci: Na zawsze, Komendancie! Tutaj pozostaje jasna Głęboka przejrzystość Twojej ukochanej obecności, Komendancie Che Guevara |

## Wersje
Piosenka Hasta Siempre była wykonywana przez szerokie grono artystów, między innymi Compay Segundo,  Los Calchakis (autorstwo błędnie przypisywane zespołowi Buena Vista Social Club), Verónicę Rapellę, Soledad Bravo, Óscara Cháveza, Nathalie Cardone, Roberta Wyatta, Jana Garbarka, Inés Rivero, Silvio Rodrígueza, Bobo Stenson Quartet, Marię Farantouri, Violetę Parra, Wolfa Biermanna, Boikot, Ahmeta Koç i Mohsena Namjoo. Polski zespół Strachy na Lachy stworzył utwór List do Che, inspirowany  pieśnią Hasta Siempre.